# Pedicularis pseudomuscicola
Pedicularis pseudomuscicola är en snyltrotsväxtart som beskrevs av Bonati. Pedicularis pseudomuscicola ingår i släktet spiror, och familjen snyltrotsväxter. Inga underarter finns listade i Catalogue of Life.